# Norman Davis (diplomate)
Norman Davis (1878-1944) est un diplomate américain, président de la Croix-Rouge américaine de 1938 à 1944.
Conscient des difficultés qui se préparaient avec l'approche de la guerre, il envoie en novembre 1938 ce message au Conseil exécutif de la Ligue:« La situation affligeante des Juifs et des autres réfugiés sans abris en Europe atteint une telle ampleur que la résolution du problème dépasse la juridiction ou même l'aptitude de la Croix-Rouge ».